# Varilhes

Varilhes este o comună în departamentul Ariège din sudul Franței. În 1 ianuarie 2022 avea o populație de 3.491 de locuitori.